# SFS 5966
SFS 5966, finländsk mångspråkig tangentbordsuppsättning, är en tangentbordslayout avsedd att vare lämplig som standardlayout i Finland och Sverige och som kunde lämpa sig som nordisk standard. Tangentbordet är i första hand avsett för finsk- och svenskspråkiga, men det kan användas för att naturligt skriva många andra med det latinska alfabetet skrivna språk.
Vid sidan av svenska och finska har man speciellt beaktat danska och norska, i andra hand de med det latinska alfabetet skrivna officiella regionala språken och minoritetsspråken i Norden, såsom de samiska språken, romani, kalaallisut och tyska. I tredje hand har man velat att det skall vara lätt att skriva framförallt namn (på till exempel personer, orter och produkter) på isländska och EU:s officiella språk (utom grekiska). Även vietnamesiska namn har beaktats.
Ändringarna har främst genomförts genom ökad användning av Alt Gr-tangenten. Därmed kan ett tangentbord som konfigurerats enligt standarden utan större problem användas som följde det de äldre standarderna.

Tangentbord enligt den ursprungliga SFS 5966. De röda tecknen är diakritiska tecken eller med dem här mer eller mindre jämställda teckenmodifierare.

## Bakgrund
Flera tecken som behövs i rättskrivning i finska, svenska och olika minoritetsspråk kan inte lätt åstadkommas med de gamla tangentbordsstandarderna. Till dessa hör typografiska citationstecken och tankestreck, š och ž i finskan, č i flera samiska språk och ȟ i romani.
Tangentbordsuppsättningen skapades 2006 i ett projekt initierat av Forskningscentralen för de inhemska språken och blev standard den 3 november 2008.
Standarden avsåg att definiera ett flerspråkligt tangentbord lämpligt för användning i Finland och Sverige. Länderna har kulturella band och Finland ensamt är ett litet marknadsområde. Att ändra själva tangentkonfigurationen var orealistiskt. Man har också strävat efter att kunna använda samma graveringar (och alltså identiska tangentbord) som i de svenska standarderna, också om den planerade standarden för tangentbord för svenska myndigheter ansågs olämplig för allmänt bruk.
Arbetet grundar sig på en önskan om utlåtanden gjord i november 2005. En del ändringar har gjorts för att få standarden att lämpa sig för samma tangentbord som den svenska, som haft helt andra utgångspunkter. I moderna datorsystem går det enkelt att byta den faktiska tangentkonfigurationen, men markeringarna på tangenterna begränsar vilka konfigurationer som är lätta och naturliga att använda.
Utgångspunkten för arbetet har varit den så kallade europeiska teckenuppsättningen MES-2 ur Unicode (Multilingual European Subset 2 of the UCS/Unicode). Vid sidan av bokstäver har man även förutsatt att andra tecken som behövs för korrekt skrift ingår, till exempel tankestreck och olika citationstecken. För de nordiska språken och till exempel tyska och engelska är det större urvalet skiljetecken en fördel i jämförelse med de tidigare svensk-finska tangentborden. Också hårt mellanslag ingår.

## Nya tecken
Språken som skrivs med det latinska alfabetet använder ett stort antal diakritiska tecken. Bokstäver som å, ä och ö har självklart behållits som självständiga tecken, men i övrigt kombineras diakritiska tecken med grundtecken, såsom é och à tidigare. Antalet diakritiska tecken har utökats och placerats där det funnit sig naturligt, också med tanke på tangentbord där graveringen saknas. De nya diakritiska tecknen används med hjälp av Alt Gr-tangenten (eller Alt Gr-Skift). För tecken som ingår i Latin-1 sköter tangentbordsrutinerna omvandlingen till ett enskilt tecken som förr, men i mer komplicerade fall används en icke-normaliserad Unicode-form.
De nya tecken som inte kan bildas med diakritiska tecken eller liknande mekanismer (såsom ŧ med t och streck) har placerats där det funnits naturligt, likaså att använda med Alt Gr. Exempel är æ som placerats med ä och ŋ som placerats med n.
Man har valt att använda ett begränsat antalet positioner på tangentbordet; flera tecken hade naturligt kunnat placeras i samband med något annat tecken, men detta hade minskat utrymmet för personliga eller programspecifika utvidgningar.
Det är möjligt att med tangentbordsuppsättningen generera tecken som är olämpliga i speciella sammanhang, till exempel bör alla tänkbara kombinationer inte godkännas i befolkningsregistret. Detta är dock en sak för tillämpningen och för användaren. Ett speciellt problem är hårt mellanslag, som i de flesta program visas som normalt mellanslag men kan störa till exempel vid programmering eller inmatning av data.
Några ytterligare tecken infördes den 13 december 2019. Den nya versionen av standarden betecknas "SFS 5966:2019". Med den kan man skriva också diakritiskt komma (såsom i rumänskans ș och ț, för vilka man tidigare varit tvungen att använda cedilj), smalt hårt mellanslag (Unicode: U+202F narrow no-break space, såsom i "1 000") samt versalt tyskt dubbel-s (ẞ, använt då man skriver hela ordet med versaler).

## Drivrutiner
En tangentbordslayout enligt standarden, utvecklad av ett projekt vid Institutet för de inhemska språken och CSC (en IT-central för de finska universiteten), följer med de flesta större GNU/Linux-distributioner. För Windows finns tangentbordsrutiner utvecklade av Jukka Korpela och J. Pekka Mäkelä.